# شیعه‌شدگان
شیعه شدگان یا به‌طور کلی مستبصرون افرادی هستند که با مطالعه افکار شیعه و در نهایت با شهادت دادن به محمد شیعه می‌شوند.

## از اهل سنت

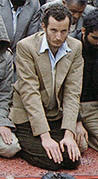
ادواردو آگنلی در نماز جمعه در تهران

- مالکوم شباز، فرزند کوبیلا شباز، دومین پسرمالکوم ایکس و بتی شاباز
- کابیر بللو - مهاجم فوتبال نیجریه[۲]
- ادواردو آنیلی - بزرگترین فرزند و تنها پسر جیانی آگنلی، کارخانه تولید خودرو فیات[۳]
- محمد تیجانی سماوی، اسلام‌پژوه تونسی و از علمای اهل سنت مالکی مذهب

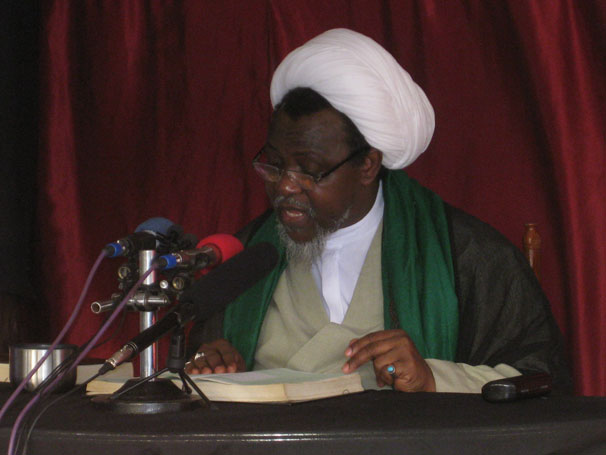
شیخ زکزاکی

- ابراهیم زکزاکی - خطیب و رهبر شیعان مسلمان در نیجریه
- حسن شحاته عالم و فقیه شیعه در مصر
- محمد الجیان - عالم و فقیه شیعه در تونس
- عصام عماد - عالم و فقیه شیعه در يمن
- ریاض الصلح - نخست‌وزیر لبنان پس از استقلال کشور
- شوکانی - محقق و فقیه مسلمان یمنی
- شیخ جنید
- محمد خدابنده اولجایتو - هشتمین حاکم سلسله ایلخانی از ۱۳۰۴ تا ۱۳۱۶ در تبریز[۴]
- علی عادل شاه - پنجمین سلطان از عادل‌شاهیان

## از مسیحیت

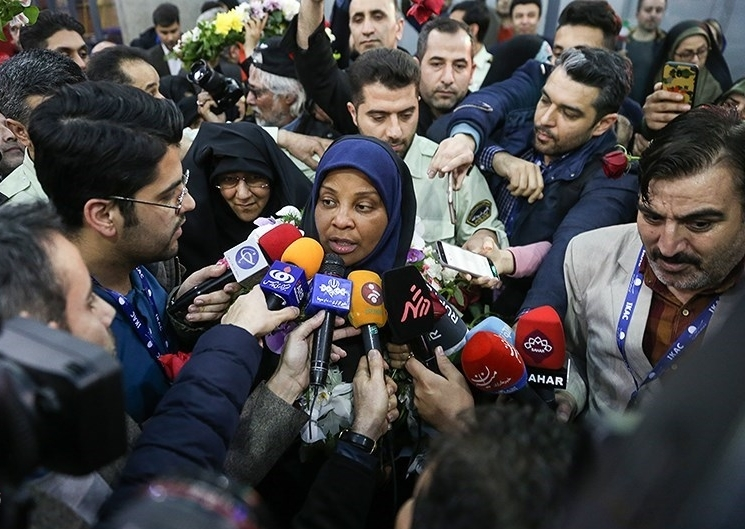
مرضیه هاشمی

- تارا فارس - وبلاگ نویس و مدل عراقی که در ۲۷ سپتامبر ۲۰۱۸ در بغداد کشته شد
- مرضیه هاشمی - روزنامه‌نگار و مجری تلویزیون آمریکایی-ایرانی او متولد ایالات متحده است و همچنین شهروند معمولی جمهوری اسلامی ایران است[۵]
- گری کارل (محمد) لگنهاوزن - یک فیلسوف آمریکایی که در مؤسسه آموزشی و پژوهشی امام خمینی تدریس می‌کند[۶]
- ربکا ماسترتن - یک معلم، خطیب و عالم مسلمان انگلیسی،[۷] نویسنده، مجری تلویزیون، و فیلسوف از شیعه اسلام
- داوود صلاح الدین
- خسرو خان گرجی - یک چهره تأثیرگذار در عصر قاجار از ارمنستان
- قاراقی خان - فرمانده نظامی در ایران در عهد صفوی از ارمنستان
- الله وردی خان - یک ایرانی و حاکم از خاستگاه گرجستان
- امیر بیگ ارمنی - یک مقام رسمی ارمنی در عهد صفوی

### از ارتدکس شرقی
- منوچهر خان معتمدالدوله
- سیمون دوم کارتلی

## دیگران
- فابیو کاروالیو - دروازه‌بان برزیلی و پرتغالی که آخرین بازی او برای استقلال خوزستان در لیگ برتر ایران بود
- عبدالقادر (سیاستمدار)
- سمیر قنطار
- لیلا رجبی
- شان استون